# Българска китка
„Българска китка“ е сборник, съдържащ партитури на български, руски, чешки и турски народни песни, аранжирани за духов оркестър.
Авторът Франц Швестка го посвещава на Областното събрание на Източна Румелия. Не желаейки да изчака издаването му, затруднено по ред причини, композиторът изготвя саморъчно 60 ръкописни екземпляра, предназначени за нуждите на духовите оркестри в автономната област – училищни и други, като всеки е подписан от него. Книгата е ръкописна, само заглавната страница е печатна.
Две години по-късно, посмъртно, „Българска китка“ е издадена във Виена, но мелодиите са аранжирани за клавирно изпълнение. На корицата е изобразено българско хоро – танцьори и гайдар.